# A et B
A et B est une nouvelle de Marcel Aymé, parue dans Candide en 1931.

## Historique
A et B est une nouvelle de Marcel Aymé, parue dans Candide le 23 avril 1931, puis dans son premier recueil de nouvelles Le Puits aux images en avril 1932.

## Résumé
La fusion au cours de français des classes de troisième A et de troisième B, imposée par le règlement, n'enchante guère M. Jourdin, le professeur de latin. Dans la rangée des cancres, au fond de la classe, Salignon, un élève de troisième B, tente une expérience : accoupler un cafard et une araignée...